# Erin Brockovich - Forte come la verità
Erin Brockovich - Forte come la verità (Erin Brockovich) è un film del 2000 diretto da Steven Soderbergh, con protagonista Julia Roberts.
Tratto da una storia vera, il film valse a Julia Roberts l'Oscar alla miglior attrice, oltreché ricevere altre 4 candidature ai Premi Oscar: miglior film, miglior regista, miglior attore non protagonista (ad Albert Finney) e miglior sceneggiatura originale.
La Roberts, oltre all'Oscar, vinse anche il Golden Globe per la migliore attrice in un film drammatico e il BAFTA alla migliore attrice protagonista tra i numerosi riconoscimenti cinematografici per questa interpretazione. Nel 2003 il personaggio di Erin Brockovich nel film si è classificato al 31º posto nella classifica AFI's 100 Years... 100 Heroes and Villains tra i cinquanta eroi del cinema americano.
La vera Erin Brockovich appare nel film nei panni di una cameriera di fast food: la spilla che indossa sulla divisa riporta il nome Julia. Le due donne quindi in questa scena si invertono ironicamente i nomi.

## Trama
Los Angeles, anni '90: Erin Brockovich, segretaria precaria di uno studio legale e madre trentenne di tre figli con due divorzi alle spalle, sente di essere sul punto di arrendersi di fronte alle difficoltà che la assillano: non ha un lavoro, non può pagare le bollette, e per di più il tribunale le ha dato torto nella causa per un incidente d'auto di cui era rimasta vittima. Disperata, va da Ed, l'avvocato che l'aveva difesa, e lo supplica di darle un lavoro nel suo studio, uno qualunque. Incaricata di archiviare le vecchie pratiche, Erin si imbatte per caso in alcuni referti medici contenuti in un fascicolo di tutt'altro argomento. Incuriosita dalla presenza di quelle carte inserite nella documentazione relativa ad alcune proprietà immobiliari, la ragazza comincia a leggerle, per poi accorgersi del motivo: si tratta di un abile sistema per coprire un gravissimo caso di avvelenamento delle acque. Da tempo gli abitanti di Hinkley, cittadina in cui vive anche lei, si ammalano e muoiono senza sapere il perché. Nell'archivio idrico della contea, Erin trova conferma ai propri sospetti: il cromo esavalente, liquido velenoso usato per evitare la corrosione dei metalli, finiva nell'acqua corrente usata nelle case degli abitanti. Aiutata da Ed e dal suo studio, Erin si reca sul posto, contatta le persone, all'inizio diffidenti e poi convinte dalla sua determinazione. Così Erin raccoglie oltre 600 firme di adesione: tutta gente che si costituisce parte civile contro la ditta PG & E. Con tanta, probante documentazione, il verdetto non può che essere uno: la ditta viene riconosciuta colpevole e condannata a pagare 333 milioni di dollari di risarcimento. Quando tutto è concluso, Ed porta a Erin la parte che le spetta, due milioni di dollari.

## Riprese
Le riprese si sono svolte tra il maggio e l'agosto 1999 interamente in California. Il film è uscito negli Usa il 17 marzo 2000, mentre in Italia dal 14 aprile successivo.

## Citazioni e parodie
- Ne I Simpson - Il film c'è una riunione cittadina sull'inquinamento del lago condotta da Lisa la quale, sapendo che nessuno l'avrebbe ascoltata, dice al pubblico che quella che stanno bevendo è l'acqua del lago, chiaro riferimento a quando, nel film, Erin dice agli avvocati rivali che l'acqua che stanno per bere è l'acqua contaminata di cui stanno parlando.
- Nell'anime Prison School i titoli degli episodi sono ispirati da film. L'undicesimo episodio è stato intitolato Eryngii Brockovich (Eryngii è una tipologia di fungo, usato come doppio senso per indicare l'apparato riproduttore maschile).

## Riconoscimenti
- 2001 - Premio Oscar
  - Miglior attrice protagonista a Julia Roberts
  - Candidatura al miglior film a Danny DeVito, Michael Shamberg e Stacey Sher
  - Candidatura alla migliore regia a Steven Soderbergh
  - Candidatura al miglior attore non protagonista a Albert Finney
  - Candidatura alla migliore sceneggiatura originale a Susannah Grant
- 2001 - Golden Globe
  - Miglior attrice in un film drammatico a Julia Roberts
  - Candidatura al miglior film drammatico
  - Candidatura alla migliore regia a Steven Soderbergh
  - Candidatura al miglior attore non protagonista a Albert Finney
- 2001 - Premio BAFTA
  - Miglior attrice protagonista a Julia Roberts
  - Candidatura al miglior film a Danny DeVito, Michael Shamberg e Stacey Sher
  - Candidatura alla migliore regia a Steven Soderbergh
  - Candidatura al miglior attore non protagonista a Albert Finney
  - Candidatura alla migliore sceneggiatura originale a Susannah Grant
  - Candidatura al miglior montaggio a Anne V. Coates
- 2001 - Broadcast Film Critics Association Award
  - Migliore regia a Steven Soderbergh
  - Miglior attrice protagonista a Julia Roberts
  - Candidatura al miglior film
- 2001 - Chicago Film Critics Association Award
  - Candidatura alla miglior attrice protagonista a Julia Roberts
  - Candidatura al miglior attore non protagonista a Albert Finney
- 2000 - Los Angeles Film Critics Association Award
  - Miglior attrice protagonista a Julia Roberts
  - Miglior attore non protagonista a Albert Finney
- 2001 - Satellite Award
  - Candidatura al miglior film drammatico
  - Candidatura alla migliore regia a Steven Soderbergh
  - Candidatura alla miglior attrice in un film drammatico a Julia Roberts
  - Candidatura al miglior attore non protagonista a Albert Finney
  - Candidatura alla migliore sceneggiatura originale a Susannah Grant
- 2000 - Screen Actors Guild Award
  - Miglior attrice protagonista a Julia Roberts
  - Miglior attore non protagonista a Albert Finney
- 2001 - MTV Movie Award
  - Miglior performance femminile a Julia Roberts
  - Candidatura al miglior film
  - Candidatura alla migliore battuta (Bite my ass, Krispy Kreme!) a Julia Roberts
- 2000 - National Board of Review Award
  - Migliore regia a Steven Soderbergh
  - Miglior attrice protagonista a Julia Roberts
- 2000 - New York Film Critics Circle Award
  - Migliore regia a Steven Soderbergh